# Natalia Korosteleva
Natalya Sergeyevna Korostelyova (em russo:  Ната́лья Сергеевна Коростелёва; Tchussovoi, 4 de outubro de 1981) é uma esportista russa do esqui cross country que compete desde 2002. Ganhou uma medalha de bronze durante os Jogos Olímpicos de Inverno de 2010 em Vancouver.
Korostelyova também ganhou uma medalha de bronze no revezamento 4x5 km no Campeonato Mundial de 2003 em Val di Fiemme e teve seu melhor resultado individual um nono lugar no sprint nesse mesmo campeonato.
Em resultados individuais na copa do mundo, a atleta chegou ao pódio três vezes em 2008; quatro vezes em 2010, sendo uma delas em primeiro lugar; e uma vez em 2012.
A atleta não compete mais.
1. 1 2  «KOROSTELEVA Natalia - Athlete Information». www.fis-ski.com. International Ski Federation. Consultado em 7 de dezembro de 2020